# Submarino Capitán Simpson (SS-21)
El Capitán Simpson (SS-21) es un submarino clase 209 del tipo 1400-l. Fue construido para la Armada de Chile en los astilleros de Howaldswerke de Kiel (Alemania). Comenzó el servicio en las fuerzas chilenas el 31 de agosto de 1984. Alcanza una velocidad de 11 nudos en superficie y 21,5 nudos sumergido.

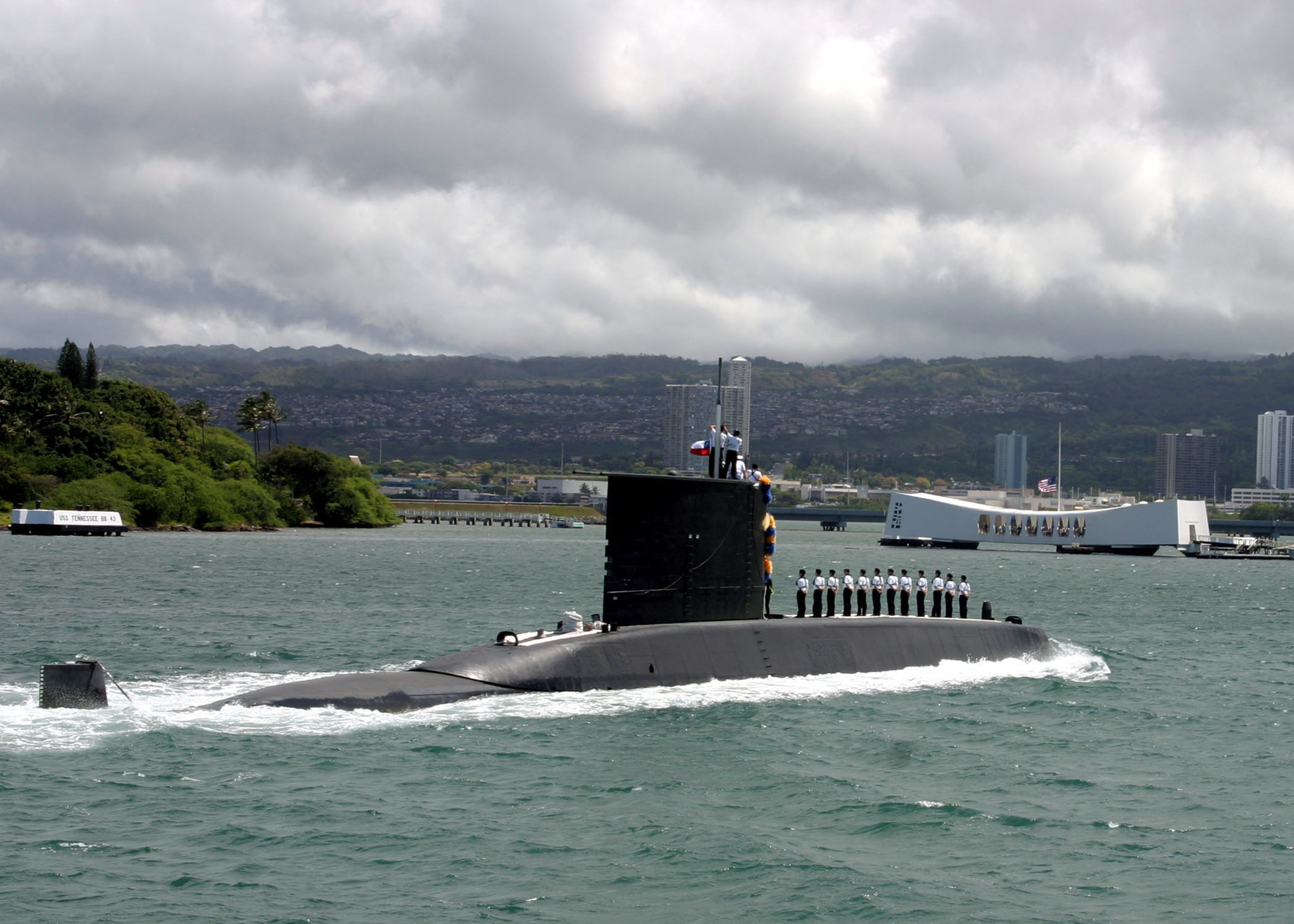
El Capitán Simpson preparándose para rendir honores a los restos del USS Arizona en Hawái en 2004.

Entre 2009 y 2012, se le realizó una modernización de sistemas que incluía el cambio de electrónica, sonares y sistemas de mando y control, con la capacidad de lanzar los  torpedos pesados Blackshark mod 3.